# Paul Ilyinsky
Paul Ilyinsky (ros. Павел Дмитриевич Романов-Ильинский, Pawieł Dmitrijewicz Romanow-Iljinski; ur. 27 stycznia 1928 w Londynie, zm. 10 lutego 2004) – trzykrotny burmistrz miasta Palm Beach. Syn Audrey Emery i wielkiego księcia Rosji Dymitra Pawłowicza.
Paul Ilyinsky urodził się w 1928 roku w Londynie. Był trzykrotnie burmistrzem Palm Beach. 29 lipca 1949 poślubił Mary Evelyn Prince (ur. 1925), małżeństwo zostało anulowane w 1951 roku. Nie mieli dzieci.
Z drugiego małżeństwa z Angeliką Philippą Kauffmann Paul Ilyinsky miał czworo dzieci:
- Dimitri Romanovsky-Ilyinsky (ur. 1954)
- Paula Maria Romanovsky-Ilyinsky (ur. 1956)
- Anna Romanovsky-Ilyinsky (ur. 1959)
- Michael Romanovsky-Ilyinsky (ur. 1960)